# Georges-Claude Goiffon
Georges-Claude de Goiffon (1712 – 1776) è stato un architetto francese, figlio di Jean-Baptiste Goiffon (1658 - 1730), di professione medico, Georges-Claude è stato socio dell'Académie des sciences, belles-lettres et art de Lyon dal 1764 al 1766.

## Biografia
Georges-Claude de Goiffon architetto di formazione scientifica oltre che umanistica, è stato un fautore dell'insegnamento delle arti e dei mestieri. In questo campo è ricordato per un suo scritto, peraltro mai pubblicato, sull'arte della tessitura intitolato Description des arts, dont l'objet est la tissure (il Manoscritto è conservato all'Accademia di Lione, Ms n. 189).
Come botanico è ricordato per la compilazione del primo repertorio della flora lionese.
Le sue pubblicazioni più note riguardano la costruzione in terra cruda (L'art du maçon piseur, 1772) e il metodo per misurare e disegnare i cavalli, scritto in collaborazione con Antoine-François Vincent (1743 - ). L'art du maçon piseur è uno dei primi trattati di tipo tecnico sulle costruzioni in terra cruda e in particolare sulla tecnica del pisé.
Durante la sua attività di insegnante di disegno ha partecipato alla formazione della scuola di veterinaria di Lione nel castello di Alfort nel 1765 collaborando con il fondatore Claude Bourgelat (1712 - 1779). Nella scuola Goiffon tiene l'insegnamento del corso di anatomia artistica.
Nel 1755, assieme al suo amico Vincent de Mont-Petit progetta un ponte in ferro ad arco a campata unica di circa 200 metri di luce. Il progetto è stato pubblicato a Parigi nel 1783.

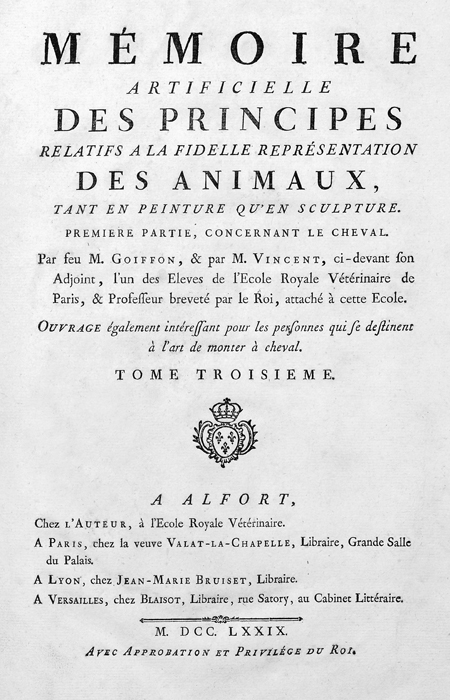
Frontespizio del libro Mémoire artificielle des principes relatifs à la fidele représentation des animaux … Paris, 1779.
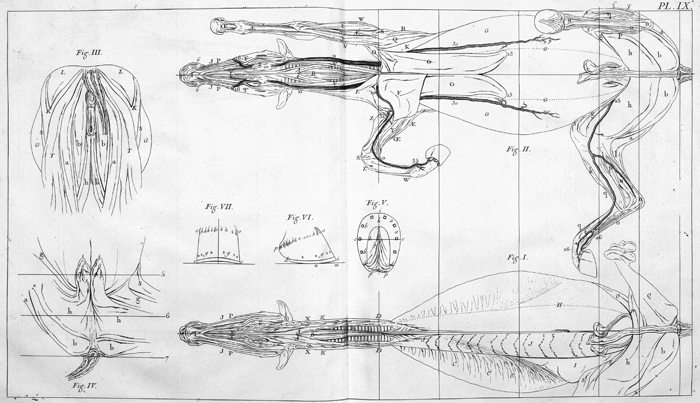
Dal libro Mémoire artificielle des principes relatifs à la fidele représentation des animaux … Paris, 1779.

## Scritti
- 1768. Georges-Claude de Goiffon. Hippomètre, ou instrument propre à mesurer les chevaux et à juger des dimension et proportions des parties différentes de leurs corps, avec l'explication des moyens de faire usage de cet instrument. Paris: Vallat La Chapelle. Pubblicazione promossa dalla École Royale Vétérinaire di Lione.
- 1772. Georges-Claude de Goiffon. L'art du maçon piseur. Paris: Le Jai.
- 1779. Georges-Claude de Goiffon, Antoine-Françoise Vincent. Mémoire artificielle des principes relatifs à la fidele représentation des animaux, tant en peinture qu'en sculpture. Première partie concernant le cheval, par feu M. Goiffon et par M. Vincent,... Ouvrage également intéressant pour les personnes qui se destinent à l'art de monter à cheval... Paris, Lyons & Versailles: chez l'Auteur.